# Katsuhiro Matsumoto
Katsuhiro Matsumoto (jap. 松元 克央 Matsumoto Katsuhiro; ur. 28 lutego 1997) – japoński pływak specjalizujący się z stylu dowolnym, wicemistrz świata z Gwangju.

## Kariera
W 2016 zdobył brązowy medal na 200 metrów, srebrny w sztafecie 4 x 100 metrów i złoty w sztafecie 4 x 200 metrów. Jest trzykrotnym brązowym medalistą mistrzostw Pacyfiku w pływaniu. Zdobył brązowe medale na 200 m oraz w sztafetach 4 x 100 i 4 x 200 m na Mistrzostwach Pacyfiku w Tokio w 2018 roku. W tym samym roku w Dżakarcie zdobył złote medale w sztafecie 4 x 100 i 4 x 200 metrów oraz srebrny medal na 200 metrów indywidualnie stylem dowolnym. W 2019 roku w Gwangju zajął 3. miejsce na dystansie 200 m stylem dowolnym, ale po korekcie wyników otrzymał srebrny medal na skutek dyskwalifikacji zwycięzcy Danasa Rapšysa.